# Аверин, Евгений Сергеевич
Евге́ний Серге́евич Аве́рин (2 февраля 1937 год, Москва  — 6 ноября 1998 год, Москва ) — советский и российский журналист и общественный деятель времён «перестройки», главный редактор газеты «Книжное обозрение» (1986—1998).

## Биография
- Окончил МВТУ им. Баумана, Академию общественных наук при ЦК КПСС.
- Трудился рабочим Московского инструментального завода.
- Секретарь Первомайского райкома комсомола г. Москвы.
- C 1967 года заместитель главного редактора газеты «Московский комсомолец»[3], а затем, в 1970-е, и главный редактор издания[4][5][6].
- В 1970—1985 гг. трудился в аппарате Московского горкома КПСС, был помощником первого секретаря МГК КПСС В. В. Гришина[7].
- В 1985—1986 гг. работал ответственным секретарем газет «Московская правда» и «Советская Россия».
- В октябре 1990 года подписал «Римское обращение».

Похоронен на Ваганьковском кладбище (15 уч.).